# アスターインターナショナル
株式会社アスターインターナショナルはかつて存在した、主にパーソナルコンピュータやメモリーカードの製造および販売を手がけた日本の企業。特に、1970年代後半の日本のパソコン黎明期にいち早くパソコン量販店（パソコンショップ）の「コスモス (COSMOS）」を展開したことで知られる。

## 沿革
1974年3月、浜田義隆が東京都新宿区新宿の武シートビルにて創業。浜田は1965年に武蔵大学経済学部を卒業後、親族が経営する東京ダイヤモンド工具製作所に入社したが、単調な仕事をこなす毎日で事業拡大の兆しがなく、自分の提案が採用されない状況に嫌気が差していた。いずれ再び工業用ダイヤモンドの仕事をしたいという希望はあったが、独立して当分の間の資金集めのため、当時は珍しい中古コンピュータのリサイクル販売事業を始めた。リースが終了して再リースの見込みがないコンピュータ（主にオフィスコンピュータ）やタイプライターなどを金属くずとして買い取り、状態が良好なものは中古商品として再生して企業向けに販売し、使えないものは解体して部品を秋葉原でマニア向けに露店販売していた。
1976年4月、新宿にパソコン販売店「コスモス」を開店。1978年7月には秋葉原にも直営店を設置。まだ日本の企業がパソコン事業に本格参入する前の時期であり、販売品目は輸入品が多くを占めた。アスキー創業者の西和彦や塚本慶一郎、マイクロソフト日本法人初代社長の古川享が学生・アルバイト時代にこれらの店へ通い詰めていた。浜田義隆の実弟である浜田義史はその運営を手伝っていたが、1982年にアスキーへ移籍し、取締役営業部長を務めた。
1977年10月頃、個人向け低価格パソコンの「COSMO TERMINAL-D」を発売。これはベンチャー企業の株式会社ソフィアによる企画およびOEM生産であった。モトローラ MC6800互換CPUのパナファコム MB8861と、2KBまたは16KBのRAM（モデルによる）、ファームウェアとして6800用モニタープログラムのモトローラ MIKBUGと、これに連結してカラー表示機能などを追加するCOSMOBUGを搭載。SWTPC 6800システムに類似したアーキテクチャーを持ち、そのソフトウェア資産を流用できた。1977年に約20台、1978年に約700台を販売。これを機にコンピュータ関連ハードウェアの開発を手がけるようになる。
1978年、パソコンの低価格化で中古コンピュータの需要が一時的に減少すると見込んで、リサイクル業を株式会社アルバスとして分社。
同年より、フランチャイズ制でパソコン販売店「コスモス (COSMOS）」チェーン店を7店舗展開。1981年11月時点で26店舗まで拡大したが、その後は市場競争の激化を受けて停滞。かつては本部を通した仕入れ体制によりロイヤルティーを得ていたが、パソコン市場とともに流通ルートも拡大し、チェーン店が現地で直接仕入れるようになったことが収益低下の原因と考えられた。1984年6月に直営店を撤退。
1983年9月、メモリーカード市場へ参入。半導体メモリーカードの開発および製造を手がけ、セガ・エンタープライゼスへ同社のテレビゲーム機用ROMカートリッジとして供給していた。1985年実績で約65万枚を生産。
1986年7月、鉄骨加工システム開発会社の株式会社ミプスへ被合併される。メモリーカード事業に注力するも、1993年4月に70億円の負債を抱えながら倒産（任意整理）。1997年12月末に解散。